# Philipp Dessauer (Unternehmer)

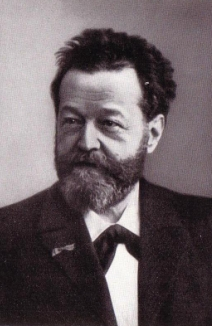
Philipp Dessauer

Philipp Dessauer (* 20. Juni 1837 in Aschaffenburg; † 19. August 1900 ebenda) war ein deutscher Unternehmer in der Papierindustrie, er war der Gründer der Weißpapier- und Cellulosefabrik Aschaffenburg (später Aschaffenburger Zellstoffwerke AG bzw. Papierwerke Waldhof-Aschaffenburg AG, heute SCA / M-real / Sappi).

## Leben
Philipp Dessauer war ein Sohn von Franz Johann Dessauer und dessen Ehefrau Alberta (gen. Berta) Katharina Theresia Dessauer geb. Molitor (* 5. April 1810 Aufenau; † 10. Mai 1888 Aschaffenburg). Er heiratete am 18. November 1864 in Aachen bzw. am 19. November 1864 in Aschaffenburg Elisabeth Maria Karoline Vossen (* 6. Mai 1843 Aachen; † 30. März 1920 Aschaffenburg), eine Tochter des Farbenfabrikanten Franz Daniel Vossen (1807–1899) aus Lüttich und der Cöelestine Maria Theresia Louise Vossen geb. Vinckenbosch (1820–1896) aus Tirlemont. Aus dieser Ehe gingen elf Kinder hervor.
Er erhielt zahlreiche Auszeichnungen und Ehrungen, darunter den Ehrentitel eines (königlich bayerischen) Kommerzienrats.
In der Aschaffenburger Zeitung von 1872 hieß es: Die Unterfertigte (Gemeinde) hatte unterm gestrigen die Ehre, seiner Wohlgeboren, Herrn Philipp Dessauer, Fabrikdirektor in Aschaffenburg, aus Anlaß seiner großen und allseits bekannten Verdienste die Aufnahme als ersten Ehrenbürger der Gemeinde Damm zu unterbreiten und bringt dies mit Vergnügen zu allgemeiner Kenntnis. Damm, den 18. November 1872. Gemeindeverwaltung. Bleistein. Bürgermeister.

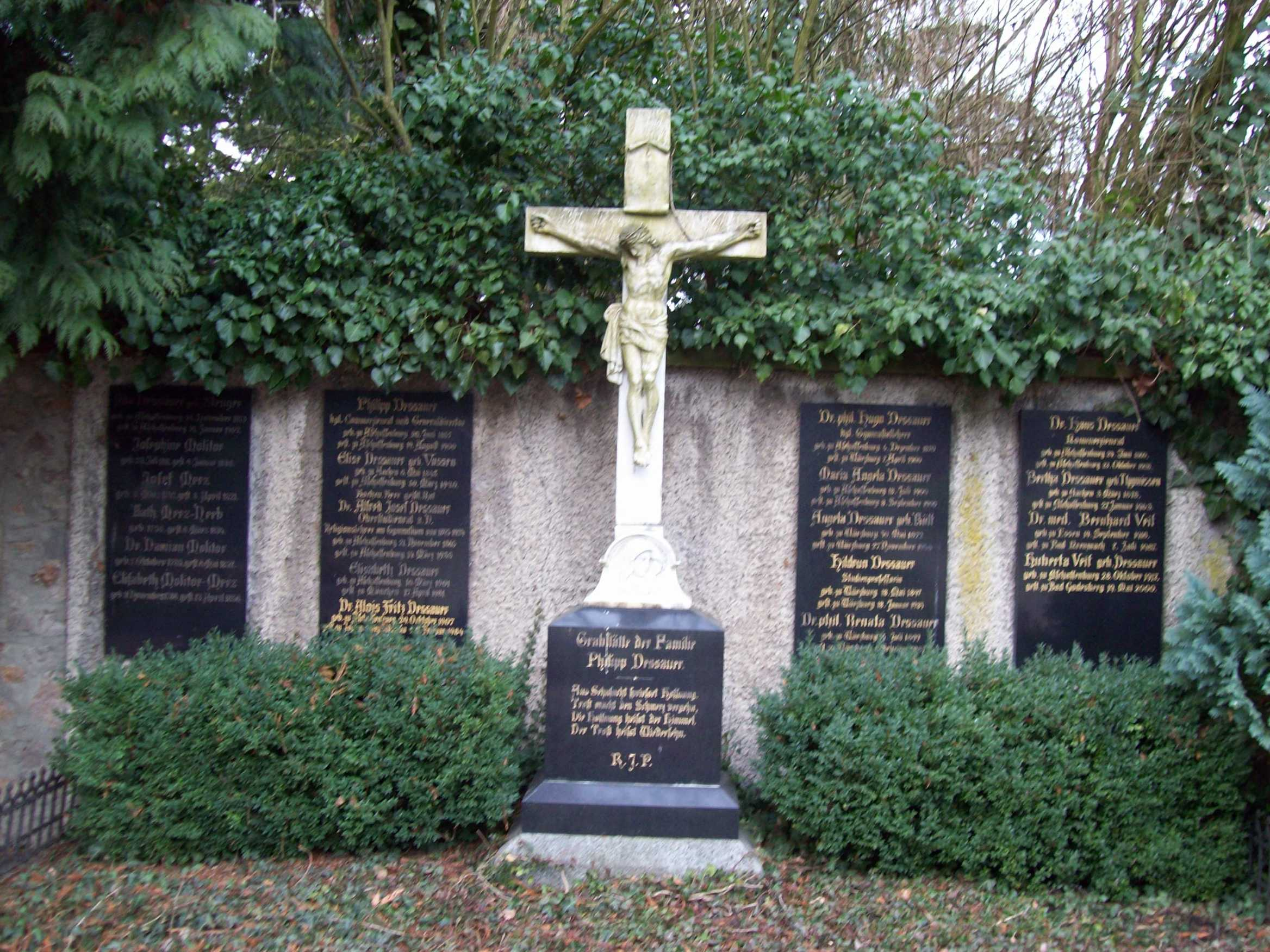
Familiengrab auf dem Aschaffenburger Altstadtfriedhof

Am 19. August 1900 starb Kommerzienrat Philipp Dessauer nach schwerem Leiden. Seine letzte Ruhestätte fand er im Familiengrab auf dem Aschaffenburger Altstadtfriedhof. In einem Nachruf hieß es: Die Würdigung seiner Verdienste können wir zusammenfassen in einem Wort aus hohem Munde, der Aueßerung Sr. Maj. des Kaisers! „Das ist ein vortrefflicher Mann!“

### Beruflicher Werdegang
Philipp Dessauer trat nach dem Besuch des Gymnasiums 1852 in die väterliche Buntpapierfabrik ein, die er ab 1866 als Direktor leitete.
1872 gründete er die AG für Maschinenpapierfabrikation in Hinblick auf den Weißpapiermangel, der sich nach dem Deutsch-Französischen Krieg bemerkbar machte. Mit einer Dampfmaschine von 24 PS, 56 Glätt- und 16 Gaufriermaschinen, zwei Walzendruckmaschinen, 15 Satinierwalzen, einer Schneidemaschine, drei Pumpwerken, 75 gravierten Kupferwalzen zum Drucken und 56 zum Pressen, sieben Gussstahlwalzen zum Pressen und mehreren Farbmühlen begann 1875 die Produktion. 1879 folgte der Kauf von vier Färbmaschinen sowie eines Friktionskalanders für Endlospapier, 1888 der Ankauf einer weiteren Dampfmaschine von 120 PS Stärke, drei großen Friktionskalandern, 18 Rollglätten, eine Doppelfarbmaschine und eine lithografischen Schnellpresse (laut Bericht der Handels- und Gewerbekammer für Aschaffenburg und Unterfranken).

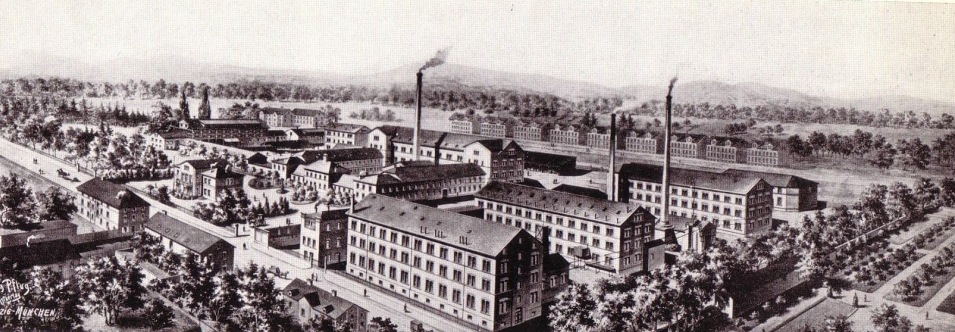
Fabrikansicht der AG für Buntpapier und Leimfabrikation Aschaffenburg nach einer lavierten Federzeichnung, um 1884

1875 übernahm er die Alois Dessauer'sche Fabrik in Aschaffenburg, die Buntpapierfabrik AG in Aschaffenburg, die Weißpapier- und Cellulosefabrik mit Produktionsstätten in Damm und Stockstadt, sowie die A. Nees & Co. KG in Aschaffenburg und die Buntpapierfabrik Franz Dahlem & Co. in Aschaffenburg, die er zu großen Erfolgen in der Papierindustrie führte. 1880 wurde Philipp Dessauer Mitbegründer und Vorstand des Vereins Deutscher Zellstoff-Fabrikanten.

### Unternehmensentwicklung
Die Buntpapierfabrik Franz Dahlem & Co. in Aschaffenburg wurde 1963 von den München-Dachauer Papierfabriken Heinrich Nikolaus GmbH erworben und firmierte nach Übernahme der A. Nees & Co. KG in Aschaffenburg (gegründet 1863) zum 31. Dezember 1966 als MD-Papierveredelung GmbH, heute Letron GmbH & Co. KG (Aschaffenburg), Transfertex GmbH & Co. (Kleinostheim) und MDV Papier- und Kunststoffveredelung (Karlstein am Main).
Die Buntpapier AG in Aschaffenburg ging 1967 in der Feldmühle AG (Düsseldorf) auf. Die Produktion in Aschaffenburg wurde eingestellt. Auf dem Gelände befindet sich heute das Einkaufszentrum „City-Galerie“.

## Auszeichnungen und Ehrungen
- Vorstand der Aschaffenburger Gemeindebevollmächtigten
- Vorsitzender des Bezirksgremiums für Handel, Fabriken und Gewerbe
- Mitglied des Bayerischen Eisenbahnrats
- Ausschussmitglied der Wittelsbacher-Stiftung
- Mitbegründer und Vorstand des Vereins Deutscher Zellstoff-Fabrikanten
- Ritter IV. Klasse des Verdienstordens vom Hl. Michael
- Ritter des preußischen Kronenordens 4. Klasse
- Ehrenbürgerwürde der Gemeinde Damm (und nach Eingemeindung Aschaffenburg)

Aus Anlass seines 175. Geburtstags fand eine Feier im Ridingersaal des Aschaffenburger Schlosses statt, die die Stadt Aschaffenburg ausrichtete. Die Leistungen Dessauers würdigte auf dieser Feier die Buntpapier-Expertin Gisela Reschke.

## Nachkommen
Einer seiner Söhne war Hans Dessauer sen., der 1900 als Nachfolger in die Direktion des Unternehmens eintrat. Der jüngste Sohn war Friedrich Dessauer. Zu seinen Enkeln zählten Hans Dessauer jun., der 1936 in die USA ging, weil die Nationalsozialisten dessen Eintritt in das Unternehmen wegen seiner jüdischen Abstammung verhinderten, sein Bruder, der Unternehmer, Kunstsammler und Hochschullehrer Guido Dessauer und der Theologe Philipp Dessauer. Eine Enkelin, Elisabeth Marielies Schleicher, war von 1962 bis 1974 Mitglied des Bayerischen Landtags. Eine andere Enkelin, Maria Dessauer, wurde als Übersetzerin von Flauberts Werken bekannt. Die Europaabgeordnete Ursula Schleicher ist eine Urenkelin.